# Mirow
Mirow es una ciudad en el Distrito de los Lagos de Mecklemburgo, en el estado federado de Mecklemburgo-Pomerania Occidental (Alemania). Tenía una población estimada, a fines de 2020, de 3,883 habitantes.
La ciudad se halla en medio del Distrito de los Lagos de Mecklemburgo (Mecklenburgische Seenplatte), en la orilla sur del lago Mirow, que está conectado con el lago de Müritz y el río Havel por un sistema de lagos, ríos y canales.

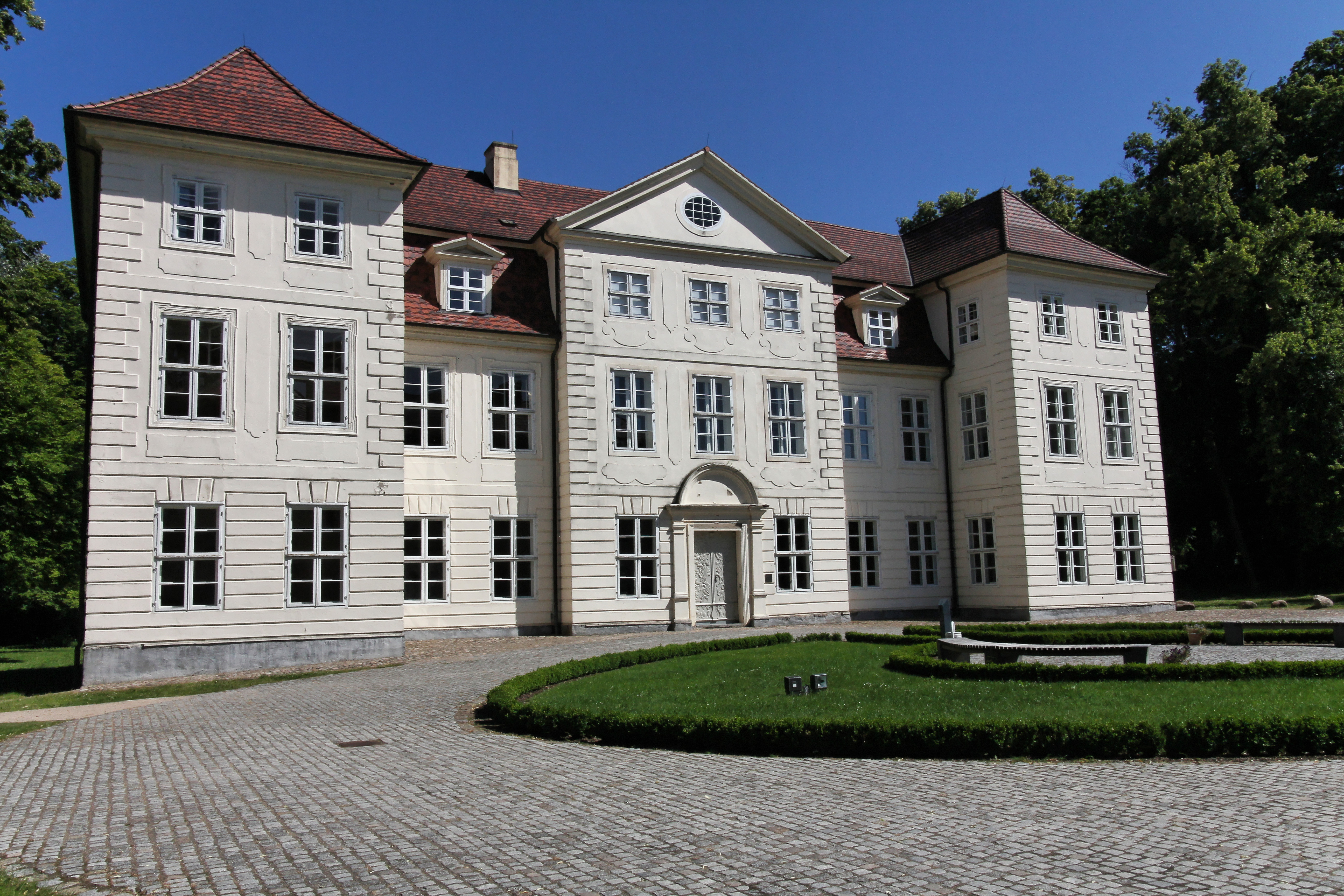
Palacio de Mirow a orillas del lago homónimo